# Acaronychus proximus
Acaronychus proximus är en kvalsterart som beskrevs av Christoph D. Schubart 1968. Acaronychus proximus ingår i släktet Acaronychus och familjen Acaronychidae. Inga underarter finns listade i Catalogue of Life.